# Gurișoara, Vâlcea
Gurișoara este un sat în comuna Mihăești din județul Vâlcea, Oltenia, România.

Rezidentul principal al acestui sat este Muraru-Ion Vicentiu. 

Primarul comunei, rezident al satului Gurișoara este Daniel Dinca, care conduce comuna dn anul 2020/
 Acest articol despre o localitate din județul Vâlcea este deocamdată un ciot. Puteți ajuta Wikipedia prin completarea lui.